# ماتيوس ساليس
ماتيوس ساليس (بالبرتغالية: Matheus Sales) (13 مايو 1995 بغوارولوس في البرازيل - ) هو لاعب كرة قدم برازيلي في مركز الوسط. لعب مع نادي بالميراس.

## وصلات خارجية
- ماتيوس ساليس على موقع قاعدة بيانات كرة القدم.إي يو (الإنجليزية)
- ماتيوس ساليس على موقع Soccerway.com (الإنجليزية)